# Suspensión multibrazo

Suspensión trasera multibrazo.

La suspensión multibrazo o multilink (Multi-link suspension en inglés) es un tipo de suspensión independiente que se caracteriza por el uso de cinco "brazos" que unen el chasis del vehículo a las ruedas. 
Este tipo de suspensión se utiliza generalmente en el eje trasero de los automóviles y asegura la posición correcta de la rueda, independientemente de la condición de rodaje. También se utiliza en la tracción integral, con subchasis en el lugar del eje de torsión (que no puede transmitir la tracción). Consiste en unos brazos superiores e inferiores más otro longitudinal, formando un conjunto de alta eficiencia. El muelle helicoidal y el amortiguador están separados, este último está alejado y colocado hacia la parte trasera, para un mayor campo de actuación. Garantizando así la suspensión suave aunque el vehículo no tenga carga como normalmente hace la suspensión mediante espiral y amortiguadores pero a su vez la dureza que ofrece la suspensión a muelle.
Algunos sistemas de suspensión multibrazo son controlados electrónicamente.

## Ventajas y desventajas
Comparada con otros tipos de suspensiones, la suspensión multibrazo ofrece una mayor maniobrabilidad y seguridad. También absorbe un gran porcentaje de ruidos y vibraciones que proceden de la interacción entre los neumáticos y el suelo.